# Laura Cereta
Laura Cereta (Brescia, 1469 – Brescia, 1499) è stata un'umanista e scrittrice italiana del Rinascimento. La maggior parte dei suoi scritti consiste in lettere verso altri intellettuali dell'epoca.

## Biografia
Era figlia di Veronica di Leno e di Silvestro Cereta ed era la prima di sei figli. Dato che suo padre credeva molto nell'educazione delle donne, all'età di sette anni venne mandata a vivere con delle suore in un convento, dove imparò a leggere, a scrivere, a ricamare e le principali basi del latino. Si dice che durante la sua giovinezza avesse sofferto di insonnia e quindi, durante la notte, avesse studiato, invece di dormire.
Nel 1478 la madre la costrinse a tornare a casa per colpa dei modelli femminili dell'epoca, ma in seguito venne nuovamente portata in convento per un ulteriore studio del latino. All'età di 12 anni fece ritorno dal convento per assumere il compito di gestire la casa paterna. Durante questo periodo, sotto la guida del padre, continuò i suoi studi di religione, matematica, scienze e astrologia. All'età di quindici anni, Laura sposò Pietro Serina, un mercante che aveva un negozio a Venezia e che condivideva con lei l'amore per l'apprendimento. Anche se non privo di litigi, il matrimonio sembrava felice e Laura continuò i suoi contatti con gli altri umanisti. Questo fino a quando, solamente diciotto medi mesi dopo il matrimonio, Pietro morì di peste. Laura rimase vedova e senza figli e non si risposò più. La perdita del marito la ferì profondamente. I suoi contatti con gli studiosi aumentarono e si dice che la maggior parte delle sue lettere, orazioni e saggi siano stati scritti durante questo periodo. Nel 1488 cominciò a tenere delle conferenze di filosofia all'università di Padova e si dice che qui, abbia insegnato per sette anni. In quell'anno pubblicò inoltre il suo più importante libro, una raccolta di lettere chiamato Epistolae Familiares. Vicina alla fine della sua vita, lasciò l'insegnamento ed entrò in un ordine religioso, ma ancora non è chiaro dove l'abbia fatto. Morì prematuramente all'età di trent'anni a Brescia e venne sepolta nella chiesa di San Domenico. Le sue lettere vennero pubblicate in lingua inglese soltanto nel 1997. Non rimane nessuno scritto dei suoi ultimi dieci anni di vita.

## Femminismo
Nelle sue opere, Laura Cereta difende principalmente i diritti dell'educazione delle donne e parla dei contributi dati dalle donne alla politica, alla cultura, alla storia e alla vita intellettuale e lotta inoltre contro l'oppressione delle donne sposate. Cereta scrive inoltre lettere riguardo alla morte, alla guerra, al destino e al dolore. La sua opera più importante, l'Epistolae Familiares è un insieme di lettere (tra cui anche la parodia di un'orazione funebre chiamata La morte di un asino) inviate da lei ai familiari e ad intellettuali, sia reali che fantastici, dell'Italia settentrionale.